# 北條氏政
北條氏政（1538年—1590年8月10日），是日本戰國時代及安土桃山時代關東地方的大名。第四代後北條氏當主，是北條氏康的長子。母親為今川氏親之女瑞溪院。正室為武田信玄之女黃梅院。養有兒子氏直、太田氏房、千葉直重、直定、源藏、勝千代。幼名為乙千代丸。官位是左京大夫及相模守。

## 經歷

### 繼承家督
雖然氏政在1538年誕下來後是家中的次男，但是由於長男新九郎早夭，因而氏政成為了家中的繼承人。1554年，氏康與今川和武田完成三國聯盟，黃梅院成為了氏政的正室。氏康在1559年將家督讓給氏政，但是重要的實權仍然由父親掌握。

### 氏康死前
1561年，上杉謙信派遣大軍入侵關東，並包圍小田原城，氏康下令進行死守，最終迫使上杉退兵，隨即追擊並奪回包括古河御所等諸多領地。1564年第二次國府台之戰，擊敗了里見義堯，不過在1567年在三船山之戰被里見軍所擊敗。1568年，在保護今川氏真的事件上，與武田信玄對立，三國同盟亦隨之瓦解。翌年武田信玄向關東進攻，雖然北条軍在小田原城採用堅守策略使武田軍不戰而退，但是在三增峠追擊時被武田軍擊敗，駿河被武田氏所佔領。

### 氏康死後
北條氏康死後，氏政完全掌握實權，尊循其父遺言與武田交好，天正5年（1577年）1月22日將妹妹、即北條氏康的六女「北條夫人」嫁與武田家家督勝賴，北條武田的同盟再度復活，史稱第二次甲相同盟，同時放棄了與上杉的越相同盟，派遣了末弟三郎（即上杉景虎）成為上杉謙信的養子。在甲相同盟期間，曾經派兵協助武田信玄西征參與三方原之戰。在上杉家內御館之亂期間，曾經試圖協助其弟上杉景虎，然而武田勝賴支持上杉謙信的外甥上杉景勝，最終景虎在鮫尾城自盡身亡。此事件使武田與北條之間同盟破滅，北條改為與織田同盟，而武田氏則與上杉景勝結盟。1580年家督讓渡給氏直，但是氏政仍然控制家中大權，協助氏直推行政務。
1582年，武田氏滅亡使織田家領土擴張到甲州及關東。織田家內發生內亂（本能寺之變），氏政命令北條氏直進攻上野，氏直不負所望，在神流川擊敗了瀧川一益的軍隊，迫使一益狼狽地逃回近畿。不過另一方面與德川軍在若神子交戰大敗。不過由於氏直與德川家康次女督姬進行婚姻，因此兩者關係稍為緩和。1585年開始與那須氏及壬生氏聯手進攻下野國，攻下了長沼城。

### 小田原征伐
在小田原征伐進行前，後北条氏包括了相模、伊豆、武藏、下總、上總、上野、常陸部分領域及下野部分領域。築起了北条氏自建立以來最大版圖。
1588年豐臣秀吉要求氏政和氏直在聚樂第列席，不過氏政拒絕，而秀吉這方面開始準備討伐北条氏，直到北條氏邦上洛，兩者關係暫時安定。1589年，北條氏邦的家臣豬俁範直奪取了名胡桃城。惹來了秀吉以及大名們的不滿，秀吉要求氏政上洛，但是氏政沒理會。終於使秀吉向全日本的大名發出征討令，氏政下令家臣抗戰，並採取了籠城死守的方式（小田原評定），但是隨著支城被攻陷，豐臣得以二十多萬大軍包圍小田原城，包圍約三個月左右，終於城內的主戰派戰意低落，主戰的氏政也軟弱下來開城投降，氏政最後與其弟氏照被下令切腹自盡，終年53歲。辞世之句是
- 「雨雲の　おほえる月も　胸の霧も　はらいにけりな　秋の夕風」
- 「我身今　消ゆとやいかに　おもふへき　空よりきたり　空に帰れば」。

法名為慈雲院松嚴傑公，墓地在神奈川縣箱根町金湯山早雲寺。

### 逸事
北條氏康用餐時，看見嫡男北條氏政在吃茶泡飯時須重覆加茶水，便感嘆連吃飯時拿捏茶水份量這種小事都作不好，將來對於政事也無法拿捏清楚，恐怕後北條氏就要敗亡在氏政這一代。

## 登場作品
影視劇
- 怎麼辦家康（2023年、NHK大河劇、演：駿河太郎）